# IC 4758
IC 4758 је спирална галаксија у сазвјежђу Паун која се налази на листи објеката дубоког неба у Индекс каталогу.
Деклинација објекта је - 65° 45' 24" а ректасцензија 18h 46m 18,0s. Привидна величина (магнитуда) објекта IC 4758 износи 13,5 а фотографска магнитуда 14,2. IC 4758 је још познат и под ознакама ESO 103-62, IRAS 18413-6548, PGC 62381.